# Шмигін Микола Миколайович
Шмигін Микола Миколайович (*17 липня 1963, с. Жеребилівка Новоград-Волинського р-ну Житомирської обл. — педагог, журналіст, письменник.
Член Національної спілки письменників України з 2 березня 2017 року.

## Біографія
Шмигін Микола Миколайович народився 17 липня 1963 року в селі Жеребилівка Новоград-Волинського району Житомирської області.
Закінчив філологічний факультет Житомирського педінституту (1985).
Працював учителем на Житомирщині та Волині.
З 1995 року завідував відділом любешівської районної газети «Нове життя». 2006—2014 роки — власний кореспондент газети «Вісник+К». З 2018 року — редактор сайту «Район Любешів».
Лауреат всеукраїнських та обласних журналістських конкурсів, дипломант всеукраїнського літературного конкурсу «Коронація слова» (2016).
Автор книг: «Заручники кохання» (2003), «Шлюбна подорож» (2006), «Остання ніч песиголовця» (2008), «Педагогічна богема» (2010), «Коректура» (2012), «Трамвай на той світ» (2016), «Фельдшер і дружина танкіста»(2017).
Мешкає в селищі Любешів Волинської області.

## Публікації
- «Мою книжку переписали слово в слово». Газ. «Вісник», 17. 06. 2010 р., с. 16. .
- Дівчина з глухого села стала фотомоделлю у Москві. Газ «Вісник», 30.08.2010., с. 1, 10.
- На заробітки — у 78 літ. Газ «Вісник», 11.11.2010., с. 1, 11.
- Стриптиз у Гадюківці. Газ «Вісник», 2011 р., № 12, 13, 14.
- Коли зацвітає самшит. Журнал «Березіль», 2011, № 6.
- Старший брат заповів дружину молодшому. Газ «Вісник», 22 листопада 2012 р., с. 18.
- Стриптиз у Гадюківці: сільська історія / Микола Шмигін // Березіль. — 2013. — № 1/2. — С. 89–121
- Іван без руки та його дружини. Газ «Вісник», 2014 р.
- Сердючка з атомки. «Вісник» 16 грудня 2014 року.